# 東京ディズニーリゾート35周年“Happiest Celebration!”
『東京ディズニーリゾート35周年“Happiest Celebration!”』（とうきょうディズニーリゾートさんじゅうごしゅうねん“ハピエスト セレブレーション!”）は2018年4月15日から2019年3月25日にかけて、東京ディズニーリゾート (TDR) で開催していたアニバーサリーイベントである。2018年4月15日で東京ディズニーランド (TDL) が開園35周年を迎えるのを記念して、TDR全体でアニバーサリーイベントを行う。

## 日程
出典:
- 3月27日 - 6月6日 TDS：スペシャルイベント『ディズニー・イースター』
- 4月15日 - TDL：ニューデイパレード『ドリーミング・アップ!』スタート
- 4月15日 - 2019年3月25日 TDS：水上グリーティング『ハピエストセレブレーション・オン・ザ・シー』スタート
- 4月15日 - 2019年3月25日 TDL・TDS：花火『ブランニュードリーム』スタート
- 4月15日 - TDL：アトラクション『イッツ・ア・スモールワールド』リニューアル
- 6月7日 - 7月7日 TDL・TDS：スペシャルプログラム『ディズニー七夕デイズ』
- 7月10日 - TDL：新ナイトタイムスペクタキュラー『Celebrate! Tokyo Disneyland』スタート
- 7月10日 - TDL：シアターオーリンズの新レギュラーショー『レッツ・パーティグラ!』スタート
- 7月10日 - TDS：ドックサイドステージの新レギュラーショー『ハロー、ニューヨーク!』スタート
- 7月10日 - 9月2日 TDL：スペシャルイベント『ディズニー夏祭り』
- 7月10日 - 9月2日 TDS：スペシャルイベント『ディズニー・パイレーツ・サマー』
- 9月11日 - 10月31日 TDL・TDS：スペシャルイベント『ディズニー・ハロウィーン』
- 11月8日 - 12月25日 TDL・TDS：スペシャルイベント『ディズニー・クリスマス』
- 2019年1月1日 - 1月5日 TDL・TDS：スペシャルプログラム『お正月のプログラム』
- 1月11日 - 3月25日 TDL：東京ディズニーリゾート 35 周年“Happiest Celebration!”グランドフィナーレ
- 1月11日 - 3月25日 TDS：スペシャルイベント『ピクサー・プレイタイム』

## 35周年限定ショー

### ハピエストセレブレーション・オン・ザ・シー
東京ディズニーシーのメディテレーニアンハーバーで35周年のテーマソングが流れる中、船に乗ったディズニーキャラクターと一緒に東京ディズニーリゾートをお祝いをする。
公演情報
- 公演回数 - 1日1〜3回公演
- 公演時間 - 約10分
- 出演者数 - 11人
- 公演場所 - メディテレーニアンハーバー

登場キャラクター
- ミッキーマウス、ミニーマウス、ドナルドダック、デイジーダック、グーフィー、ダッフィー、シェリーメイ、ジェラトーニ、ステラ・ルー

### ブランニュードリーム
『ブランニュードリーム』 (Brand New Dream) は、東京ディズニーリゾート35周年を祝って2018年4月15日から2019年3月25日まで東京ディズニーランド及び東京ディズニーシーでかつて公演した花火。

## セレブレーションストリート
35周年の期間中、ワールドバザール内のメインストリートはセレブレーションストリートとなる。
セレブレーションタワー
セレブレーションストリート中央に設置される高さ約10メートルのモニュメント。
これまで東京ディズニーランドの各周年の特別衣装や東京ディズニーシーのグランドオープン時のコスチュームを着たミッキーマウスの像、9体が飾られていた。
日中
35周年のテーマソングがBGMに流れ、セレブレーションタワーと周囲の柱のデコレーションが連動してライトアップし、紙吹雪が舞っていた。
夜間
音楽とプロジェクションマッピングの光の演出によってワールドバザール内に映像を映し出される。ワールドバザールに映像が映し出されるのは、今回が初となる。

## 東京ディズニーリゾート35周年“Happiest Celebration!”イン・コンサート
全国11カ所で、35年間に上演されてきたショーやパレード、アトラクションなどの音楽を演奏する『東京ディズニーリゾート開園35周年“Happiest Celebration!”イン・コンサート』を開催していた。

## その他
- 舞浜駅では、2018年4月10日から2019年3月25日の予定で、発車メロディが35周年テーマソング「Brand New Day」のアレンジ曲に変更されていた[7]。
- ディズニーリゾートラインは同様のイベントのためのラッピングライナー『ハピエストセレブレーション・ライナー』を2018年4月15日から2019年3月25日まで運行予定。また、発売期間を違えて2種類ずつ全8種類のデザインのフリー切符も発売されていた[8]。